# Заврхек
Заврхек (словен. Zavrhek) — поселення в общині Дівача, Регіон Обално-крашка, Словенія. Висота над рівнем моря: 404,7 м.